# Polyommatus chitralensis
Polyommatus chitralensis är en fjärilsart som beskrevs av Swinhoe 1910. Polyommatus chitralensis ingår i släktet Polyommatus och familjen juvelvingar. Inga underarter finns listade i Catalogue of Life.